# Пономарёв, Игорь Николаевич
Игорь Николаевич Пономарёв (15 ноября 1931, Москва — 5 августа 2021, там же) — советский государственный, хозяйственный и партийный деятель.

## Биография
Родился 15 ноября 1931 года в Москве.
В 1949 году, окончив среднюю школу № 23 имени К. Е. Ворошилова в Москве, поступил на строительно-технологический факультет Московского инженерно-строительного института имени В. В. Куйбышева. В 1954 году с отличием окончил институт и 5 лет работал в проектно-конструкторской конторе «Индустройпроект», где в должности старшего инженера и руководителя группы занимался вопросами новой техники в строительных организациях Минметаллургхимстроя СССР.
В 1959 году он был приглашён на работу в ЦНИИЭПжилища, где до 1968 года работал главным инженером проекта и руководителем отдела. В 1959—1960 годах И. Н. Пономарев находился в командировке в столице Албании городе Тиране в качестве главного специалиста-консультанта в Министерстве строительства Албании.
В период работы в ЦНИИЭПжилища в течение 4 лет избирался секретарём партийного бюро института и членом Тимирязевского районного комитета КПСС. Тимирязевский район, где находился институт, интенсивно застраивался, авторитет профессии строителя был чрезвычайно высок, и при очередных выборах в районный Совет народных депутатов И. Н. Пономарёв в 1968 году был избран депутатом райсовета и первым заместителем председателя Тимирязевского райисполкома, а в 1971 году — председателем райисполкома.
Работая в райисполкоме, он одновременно учился в заочной аспирантуре ЦНИИЭПжилища, окончив которую, защитил диссертацию на соискание учёной степени кандидата технических наук (1971).
В 1974 году он был избран первым секретарём Тимирязевского райкома КПСС, а через год стал секретарём Московского городского комитета КПСС, где проработал вплоть до 1984 года.
В Московском горкоме КПСС занимался вопросами строительства, городского хозяйства и распределения жилья.
В 1984 году по решению Политбюро ЦК КПСС был направлен на работу в Госстрой СССР, где в ранге первого заместителя председателя возглавлял Государственный комитет по гражданскому строительству и архитектуре.
В 1987—1994 годах работал в Министерстве иностранных дел. В 1987—1990 годах — советник-посланник по экономическим вопросам в посольстве СССР в Болгарии, где занимался вопросами развития технико-экономических форм сотрудничества в рамках СЭВ в автомобилестроении, электронной, химической и нефтехимической промышленности. После 1990 года работал управляющим делами МИД СССР и советником министра иностранных дел Российской Федерации.
И. Н. Пономарёву присвоен дипломатический ранг Чрезвычайного и Полномочного Посланника первого класса.
В 1994 году был приглашён в правительство Москвы, где в должности начальника управления по организации подготовки к 850-летию основания Москвы занимался вопросами организационного обеспечения и координации работы всех структур столичного правительства, фирм и общественных организаций по подготовке и проведению юбилейных мероприятий.
С 1998 года — вице-президент и действительный член Международной инженерной академии, председатель общественного совета Фонда ветеранов строителей Москвы.
Неоднократно избирался депутатом Верховного Совета РСФСР (1975—1985), депутатом Московского городского и Тимирязевского районного Советов народных депутатов.

## Награды и премии
- орден Ленина
- два ордена Трудового Красного Знамени
- орден Знак Почёта
- медали
- Государственная премия СССР